# 大垣西濃信用金庫
大垣西濃信用金庫（おおがきせいのうしんようきんこ、英語：THE OGAKI SEINO SHINKIN BANK）は岐阜県大垣市に本店を置く信用金庫である。

## 概要
岐阜県内の信用金庫のなかでは、岐阜信用金庫、東濃信用金庫に次ぐ規模を誇る。
2016年1月12日、大野町に本店を置く西濃信用金庫と合併。大垣西濃信用金庫として発足した。旧大垣信金本部を本部、旧西濃信金本部をみずほ本部とする2本部体制とした。また当面店舗体制は現状を維持するが、重複地域での統廃合は検討すると報じられている。

## 沿革
- 1924年（大正13年）12月23日 - 大垣信用組合として設立。
- 1951年（昭和26年）10月 - 信用金庫に転換、大垣信用金庫（おおがきしんようきんこ）に改組。
- 1957年（昭和32年）8月 - 関連会社である大信土地（現・サンエス商事）を設立。
- 1959年（昭和34年）6月 - 新本店竣工。
- 1984年（昭和59年）3月 - 本部新築移転。
- 1986年（昭和61年）5月 - 関連会社であるだいしんビジネスサービスを設立。
- 1988年（昭和63年）10月 - 関連会社である恵比寿商事を設立。
- 1989年（平成元年）11月 - 財団法人だいしんグリーン財団を設立。
- 2016年（平成28年）1月12日 - 西濃信用金庫と合併し大垣西濃信用金庫発足[5]。
- 2023年（令和5年）3月27日 - この日から磁気の影響を受けにくい新しい通帳（Hi-Co通帳）を取扱開始した(Hi-Co通帳に対応していない信用金庫ATMではHi-Co通帳は使えない。)[6]。

## 営業エリア
営業エリアは岐阜県、愛知県、三重県と3県にわたっているが、店舗は岐阜県以外では愛知県に2店舗のみで、三重県には開設されていない。

### 岐阜県
大垣市、岐阜市、羽島市、各務原市、関市（旧武儀郡を除く）、瑞穂市、本巣市、海津市、安八郡、不破郡、養老郡、羽島郡、揖斐郡、本巣郡

### 愛知県
一宮市、稲沢市、清須市、北名古屋市、西春日井郡

### 三重県
桑名市多度町（旧桑名郡多度町地区）